# Culmitzhammer
Culmitzhammer ist ein Gemeindeteil der Stadt Naila im oberfränkischen Landkreis Hof in Bayern. Culmitzhammer liegt in der Gemarkung Culmitz.

## Geografie
Der Weiler liegt an der Culmitz und an der Bundesstraße 173, die an Culmitz vorbei nach Straßdorf (3,7 km südwestlich) bzw. nach Naila verläuft (2,8 km nordöstlich).

## Geschichte
1520 wurde ein „Plechschmidts Hammer unter Culmitz“ erwähnt. Wolf und Wilhelm von Wildenstein wurden mit diesem belehnt. 1615 wurde zudem eine Mühle mit Mahl- und Schneidgang erwähnt. 1686 besaßen die Herren von Waldeck zu Oberzopten diese Anwesen. Culmitzhammer gehörte zur Realgemeinde Culmitz. Gegen Ende des 18. Jahrhunderts bestand Culmitzhammer aus vier Anwesen (3 Gütlein, 1 Hammer). Die Hochgerichtsbarkeit hatte das bayreuthische Vogteiamt Naila. Das Rittergut Culmitz-Döbrastöcken war Grundherr sämtlicher Anwesen.
Von 1797 bis 1810 unterstand Culmitzhammer dem Justiz- und Kammeramt Naila. Infolge des Ersten Gemeindeedikts wurde Culmitzhammer dem 1812 gebildeten Steuerdistrikt Culmitz und der zugleich entstandenen Ruralgemeinde Culmitz zugewiesen. Im Zuge der Gebietsreform in Bayern wurde Culmitzhammer am 1. Juli 1971 nach Naila eingemeindet.

### Einwohnerentwicklung
| Jahr      | 1819  | 1861   | 1871   | 1885   | 1900   | 1925   | 1950   | 1961   | 1970   | 1987  |
| Einwohner | *     | 21     | 21     | 17     | 17     | 20     | 21     | 15     | 8      | 11    |
| Häuser    |       |        |        | 3      | 3      | 3      | 3      | 3      |        | 5     |
| Quelle    | [ 7 ] | [ 10 ] | [ 11 ] | [ 12 ] | [ 13 ] | [ 14 ] | [ 15 ] | [ 16 ] | [ 17 ] | [ 1 ] |

## Religion
Culmitzhammer ist seit der Reformation evangelisch-lutherisch geprägt und bis heute nach Naila gepfarrt.